# Guitarteknik
En guitarteknik er som navnet antyder en teknik man kan anvende på en guitar. Teknikkerne på en guitar bruges eksempelvis til at krydre eller variere det man spiller.

## Guitargreb
Det grundlæggende i teknikken er de greb, guitaristen anvender i gribehånden, normalt venstrehånden. Fingrene er i begynderbøgerne normalt nummererede fra 1 til 4, hvor nr. 1 er pegefingeren og nr. 4 er lillefingeren, idet tommelfingeren normalt ikke anvendes til grebene. Akkorderne er i grundtonen stemt således.
Ved Guitargreb forstås den måde, hvorpå fingrene sættes på gribebrættet, hvorved der fremkommer en akkord. Med den anden hånd frembringes ved fingerspil eller ved hjælp af et plekter den ønskede tone.
I enkelte akkorder kan det være nødvendigt at aktivere alle seks strenge med pegefingeren; dette betegnes som et Barre-greb.

### Grebene for enkle akkorder
| C | D | E | F |
| - | - | - | - |
|   |   |   |   |

| G | A | H |
| - | - | - |
|   |   |   |

| Z eller 1 = Pegefinger M eller 2 = Langemand R eller 3 = Ringfinger K eller 4 = Lillefinger O = Intet greb, men anslag X = Intet anslag |

Tilsvarende kan der udarbejdes modeller over de enkelte greb i de andre tonearter. 

## Teknikker
De mest almindelige teknikker er som følgende:
- Slide
- Hammer on
- Pull-off
- Bend
- Palm Muting

Grundlæggende er de fleste teknikker relativt enkle at lære, men det kræver stadig øvelse at bruge dem ordentligt.

### Guitarsoli
En guitarsolo fremkommer, når guitaristen lader gribehånden løbe op og ned af gribebrættet og samtidig anslår eller imiterer en melodistemme. Soloen vil ofte være udbyggede riffs, der gentages i flere positioner på guitaren. De fleste anvender 3 fingre (finger 2-4) i løbene, evt, ved at anslå en basgang med den ”løse finger”  En fire-finger solo beherskes af relativt få guitarister. 
I mange tilfælde vil guitarsoloen være ledsaget af eller suppleret med et andet instrument,  ligesom soli kan veksle mellem forskellige instrumenter, der efterfølger hinanden.
Heavy metal er bl.a. karakteriseret ved, at der ofte er to (eller endog tre) guitarister, der spiller solo samtidig, hvor den ene f.eks falder ind på kvinten til den andens grundtone.